# Lorleau
Lorleau est une commune française située dans le département de l'Eure, en région Normandie.

## Géographie

### Localisation
| Le Tronquay    | La Feuillie (Seine-Maritime) | La Feuillie (Seine-Maritime) |
|                | Lorleau                      | Fleury-la-Forêt              |
| Lyons-la-Forêt | Beauficel-en-Lyons           | Beauficel-en-Lyons           |

### Hydrographie
La commune est située dans le bassin Seine-Normandie. Elle est drainée par la Lieure,.
La Lieure, d'une longueur de 15 km, prend sa source dans la commune  et se jette  dans l'Andelle à Fleury-sur-Andelle, après avoir traversé six communes.

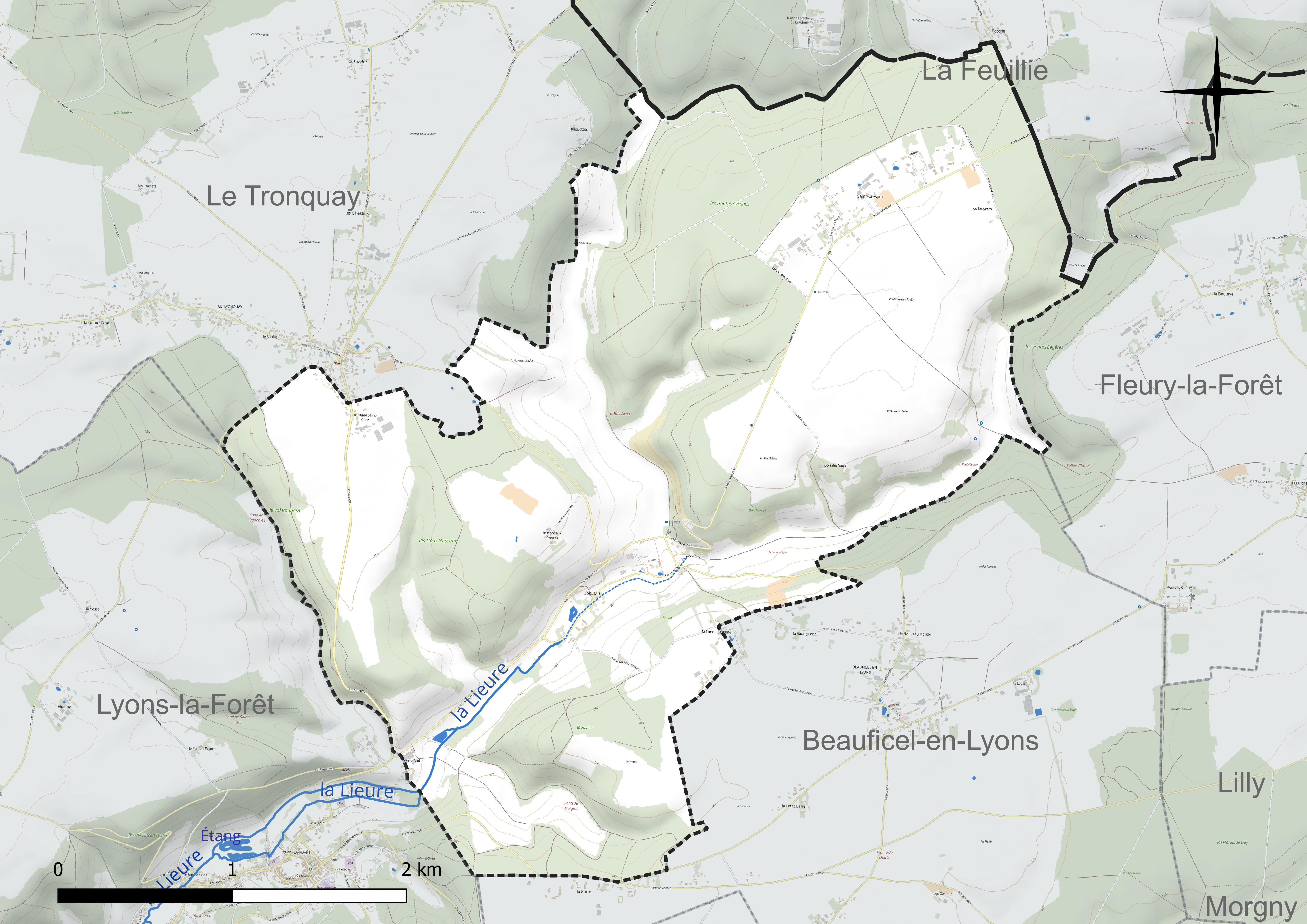
Réseau hydrographique de Lorleau.

### Climat
Pour des articles plus généraux, voir Climat de la Normandie et Climat de l'Eure.
En 2010, le climat de la commune est de type climat océanique dégradé des plaines du Centre et du Nord, selon une étude du CNRS s'appuyant sur une série de données couvrant la période 1971-2000. En 2020, Météo-France publie une typologie des climats de la France métropolitaine dans laquelle la commune est exposée à un climat océanique et est dans la région climatique  Côtes de la Manche orientale, caractérisée par un faible ensoleillement (1 550 h/an) ; forte humidité de l’air (plus de 20 h/jour avec humidité relative > 80 % en hiver), vents forts fréquents. Parallèlement le GIEC normand, un groupe régional d’experts sur le climat, différencie quant à lui, dans une étude de 2020, trois grands types de climats pour la région Normandie, nuancés à une échelle plus fine par les facteurs géographiques locaux. La commune est, selon ce zonage, exposée à un « climat des plateaux abrités », correspondant aux plaines agricoles de l’Eure, avec une pluviométrie beaucoup plus faible que dans la plaine de Caen en raison du double effet d’abri provoqué par les collines du Bocage normand et par celles qui s’étendent sur un axe du Pays d'Auge au Perche.
Pour la période 1971-2000, la température annuelle moyenne est de 10,4 °C, avec  une amplitude thermique annuelle de 13,8 °C. Le cumul annuel moyen de précipitations est de 795 mm, avec 12,3 jours de précipitations en janvier et 8,5 jours en juillet. Pour la période 1991-2020, la température moyenne annuelle observée sur la station météorologique la plus proche, située sur la commune d'Étrépagny à 14 km à vol d'oiseau, est de 11,3 °C et le cumul annuel moyen de précipitations est de 774,0 mm,. Pour l'avenir, les paramètres climatiques de la commune estimés pour 2050 selon différents scénarios d’émission de gaz à effet de serre sont consultables sur un site dédié publié par Météo-France en novembre 2022.

## Urbanisme

### Typologie
Au 1er janvier 2024, Lorleau est catégorisée commune rurale à habitat très dispersé, selon la nouvelle grille communale de densité à 7 niveaux définie par l'Insee en 2022.
Elle est située hors unité urbaine et hors attraction des villes,.

### Occupation des sols
L'occupation des sols de la commune, telle qu'elle ressort de la base de données européenne d’occupation biophysique des sols Corine Land Cover (CLC), est marquée par l'importance des territoires agricoles (57,1 % en 2018), une proportion sensiblement équivalente à celle de 1990 (57,8 %). La répartition détaillée en 2018 est la suivante : 
forêts (42 %), terres arables (38,5 %), prairies (14,5 %), zones agricoles hétérogènes (4,1 %), zones urbanisées (0,9 %). L'évolution de l’occupation des sols de la commune et de ses infrastructures peut être observée sur les différentes représentations cartographiques du territoire : la carte de Cassini (XVIIIe siècle), la carte d'état-major (1820-1866) et les cartes ou photos aériennes de l'IGN pour la période actuelle (1950 à aujourd'hui).

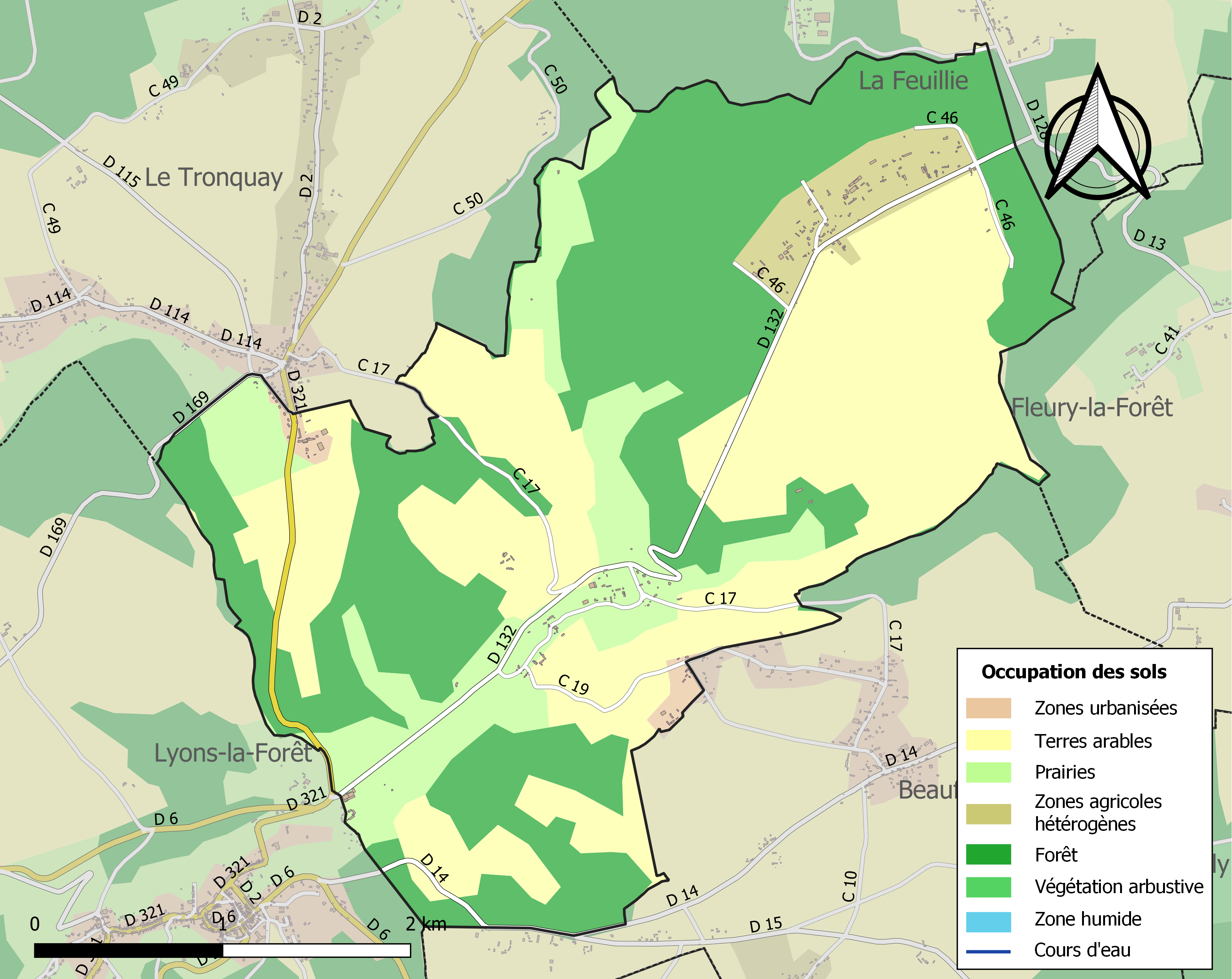
Carte des infrastructures et de l'occupation des sols de la commune en 2018 (CLC).

## Toponymie
Ce nom est initialement attesté sous la forme latinisée Luireslaqua au XIIe siècle, puis sous les formes romanes Lerreleau en 1249 et Lorrelau au XIIIe siècle.
 
Il s'agit, apparemment, d'un toponyme médiéval signifiant simplement « l'eau de la Lieure », un affluent rive gauche de l'Andelle, et dont la source se trouve à l'emplacement exact du village.

## Histoire
La propriété de Lorleau s'est partagée au fil des ans entre les familles de Cacqueray (famille noble verrière), Maignard, Tilly et de Folleville.
En 1924, des fouilles ont permis de découvrir les traces d'un cimetière franc dans une marnière.

## Politique et administration
| Période                                  | Période  | Identité          | Étiquette | Qualité  |
| ---------------------------------------- | -------- | ----------------- | --------- | -------- |
| 2001                                     | 2014     | Jean-Michel PARIS |           |          |
| 2014                                     | 2020     | Bernard DUJARDIN  | DVD       | Retraité |
| 2020                                     | En cours | Chantal GROUCHY   |           |          |
| Les données manquantes sont à compléter. |          |                   |           |          |

## Démographie
L'évolution du nombre d'habitants est connue à travers les recensements de la population effectués dans la commune depuis 1793. Pour les communes de moins de 10 000 habitants, une enquête de recensement portant sur toute la population est réalisée tous les cinq ans, les populations de référence des années intermédiaires étant quant à elles estimées par interpolation ou extrapolation. Pour la commune, le premier recensement exhaustif entrant dans le cadre du nouveau dispositif a été réalisé en 2005.

En 2022, la commune comptait 101 habitants, en évolution de −29,37 % par rapport à 2016 (Eure : −0,25 %, France hors Mayotte : +2,11 %).
| 1793 | 1800 | 1806 | 1821 | 1831 | 1836 | 1841 | 1846 | 1851 |
| ---- | ---- | ---- | ---- | ---- | ---- | ---- | ---- | ---- |
| 634  | 610  | 512  | 492  | 495  | 446  | 448  | 428  | 420  |

| 1856 | 1861 | 1866 | 1872 | 1876 | 1881 | 1886 | 1891 | 1896 |
| ---- | ---- | ---- | ---- | ---- | ---- | ---- | ---- | ---- |
| 395  | 374  | 354  | 288  | 296  | 308  | 290  | 268  | 241  |

| 1901 | 1906 | 1911 | 1921 | 1926 | 1931 | 1936 | 1946 | 1954 |
| ---- | ---- | ---- | ---- | ---- | ---- | ---- | ---- | ---- |
| 209  | 208  | 151  | 135  | 153  | 162  | 167  | 177  | 171  |

| 1962 | 1968 | 1975 | 1982 | 1990 | 1999 | 2005 | 2006 | 2010 |
| ---- | ---- | ---- | ---- | ---- | ---- | ---- | ---- | ---- |
| 131  | 119  | 111  | 110  | 118  | 137  | 149  | 157  | 142  |

| 2015 | 2020 | 2022 | - | - | - | - | - | - |
| ---- | ---- | ---- | - | - | - | - | - | - |
| 142  | 105  | 101  | - | - | - | - | - | - |

## Culture locale et patrimoine

### Lieux et monuments

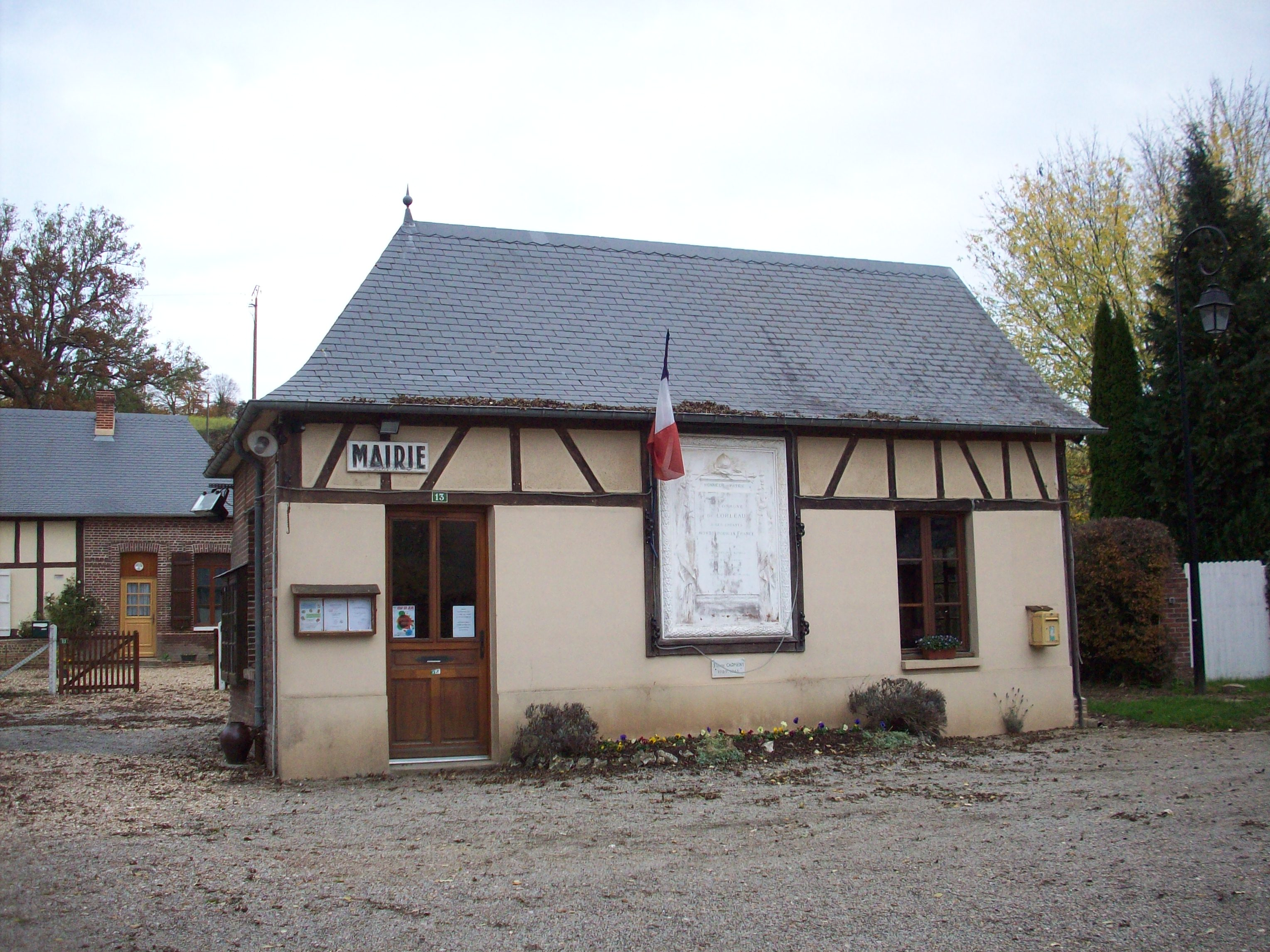
La mairie et son monument aux morts.

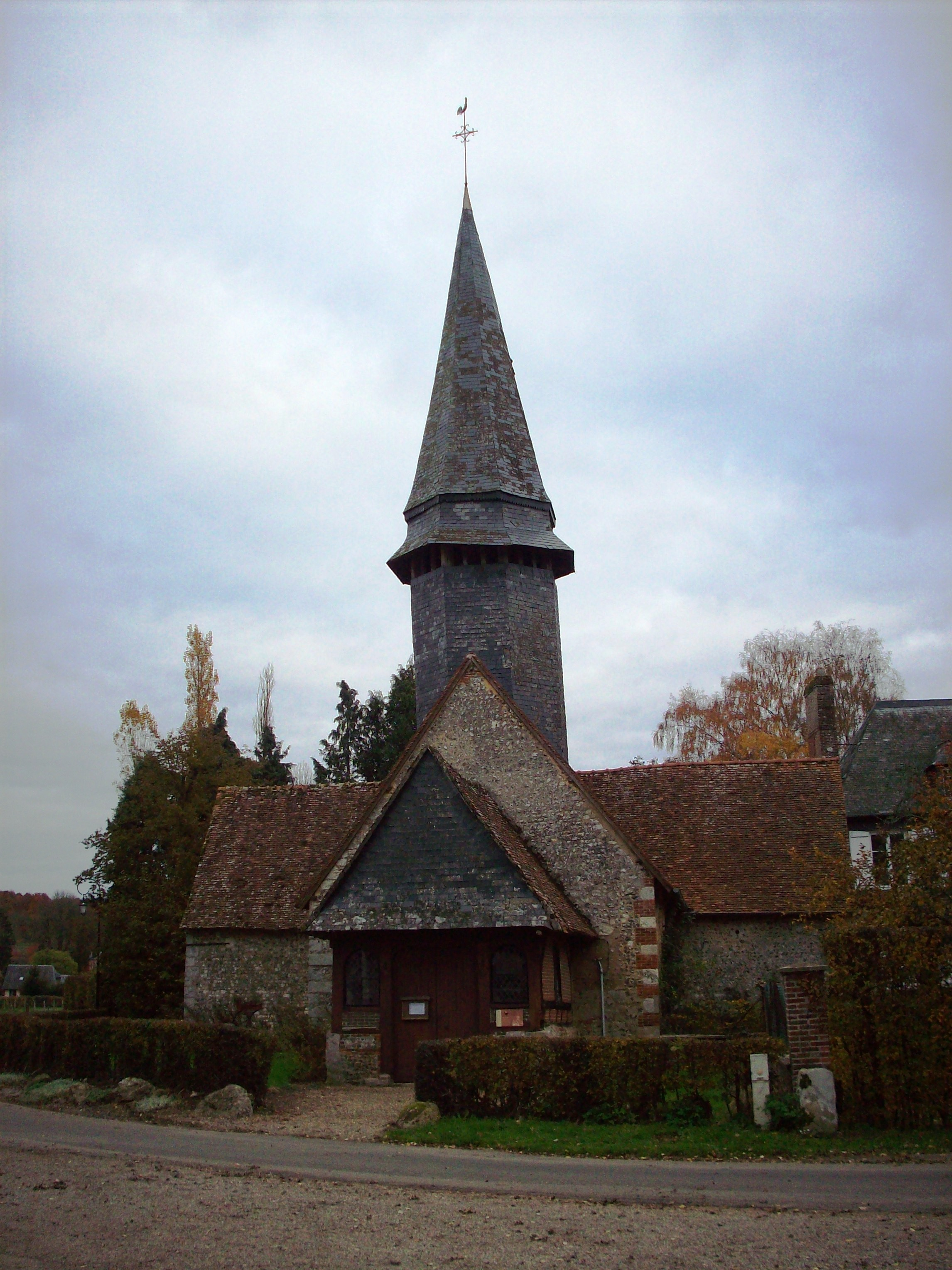
L'église Saint-Martin.

- Église Saint-Martin[26], XVIe siècle, XVIIe siècle et restaurée au XIXe siècle.
- Manoir de Saint-Crespin[27], XVIIe et XVIIIe siècles.
- Ancien prieuré Saint-Paul-en-Lyons, dépendant de l'abbaye de Cerisy[28]. Mentionné en 1346, il est fermé à la Révolution. Il reste aujourd'hui une chapelle du XVIIe siècle[29].

### Patrimoine naturel

#### Site classé
- L'église avec son porche, l'ancien cimetière et le frêne voisin,  Site classé (1933)[30] ;
- Le parc du château[31] (49° 24′ 55″ N, 1° 30′ 13″ E)  Site classé (1943)[32].

## Personnalités liées à la commune
- Henri de Chantail, navigateur, lieutenant de Belain d'Esnambuc, conquérant des Antilles, premier colonisateur de la Guyane, y est né en 1598.
- Bernard Buffet, peintre, a habité de nombreuses années au manoir de Saint-Crespin. La commune a baptisé de son nom la rue qui le dessert sur la RD 132.

## Héraldique
| Blason de Lorleau | Blason  | De gueules à la rivière abaissée d'argent, surmontée de deux léopards d'or, armés et lampassés d'azur, l'un au-dessus de l'autre, celui du bas brochant en partie sur la rivière, accompagnée en pointe de la lettre majuscule cursive L de sable; au chef d'azur chargé de trois fleurs de lis d'or. |
| Blason de Lorleau | Détails | Les deux léopards d'or sur champ de gueules rappellent les armoiries de la Normandie |